# Мара, Гертруда Элизабет

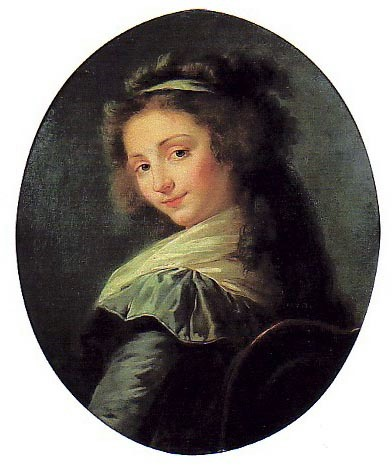
Гертруда Элизабет Мара

Гертруда Элизабет Мара (в девичестве Шмелинг; 23 февраля 1749, Кассель — 20 января 1833, Ревель) — немецкая оперная певица (сопрано); имела сильный голос обширного диапазона (от «соль» малой до «ми» 3-й октавы). Отличительной чертой её пения был драматизм.

## Биография
Родилась 23 августа 1749 года в Касселе в семье бедного музыканта, будучи восьмым ребёнком. Рано лишилась матери. Вследствие несчастного падения в детстве, осталась на всю жизнь кривобока и слабого здоровья.
Отец научил её играть на скрипке и, выступая на ярмарках, она уже в детстве стала зарабатывать себе на жизнь. С помощью друзей отца получила уроки музыки в Амстердаме и Антверпене. Выступала как скрипачка в Вене, Амстердаме, Лондоне. В 1759 году некоторое время обучалась пению в Англию — у Пьетро Доменико Парадизи; затем училась в Ирландии и Нидерландах, совершенствовала музыкальное образование в течение шести лет (1765—1771) у Иоганна Адама Хиллера в Лейпциге, который преподавал ей пение, игру на фортепиано, письмо и танцы.
В 1767 году дебютировала в Дрезденской опере, в 1771—1779 годах пела в Королевское Берлинской опере. И. В. Гёте, услышав певицу в оратории «Св. Елена у Голгофы» И. А. Хассе, был восхищён её пением и посвятил ей стихи.  В 1773 году вышла замуж за виолончелиста Мара, но брак этот не был счастлив.
В 1780 году её карьера в Пруссии была закончена из-за конфликта с Фридрихом II. После выступлений в Дрездене, Вене, Мюнхене и других городах она в 1782 году приехала в Париж, где имела целую партию поклонников и, выступая на «Духовных концертах», соперничала с Луизой Тоди. В 1784 году уехала в Лондон и выступала там с большим успехом, периодически посещая Париж и Италию; в 1799 году развелась со своим расточительным и распутным мужем.
В 1802 году уехала из Лондона во Францию, в следующем году — в Германию, а в 1805 году поселилась в Российской империи, где поселилась в Москве, купив дачу близ города; преподавала пение.
Потеряв всё своё имущество во время московского пожара 1812 года, была вынуждена, 64-летней старухой, снова путешествовать и петь, чтобы поддерживать свое существование. В 1819 году на некоторое время приехала в Англию, но вскоре окончательно поселилась в Ревеле, где стала учительницей музыки. Умерла 20 января 1833 года в большой нищете, похоронена на кладбище Копли.
Её биографию (до 1792 года) написали Г. Г. Гросгейм (1823), сильно прикрашенную — И. Ф. Рохлиц («Für Freunde der Tonkunst», T. I). Оскар фон Риземан опубликовал её автобиографию в «Allgemeine Musikalische Zeitung» (1875. — №№ 26–36) вместе с соответствующими пояснениями, а также её завещание в приложениях того же журнала. На основании этой автобиографии А. Ниггли написал биографический эскиз (1881).